# Kai Jan Krainer

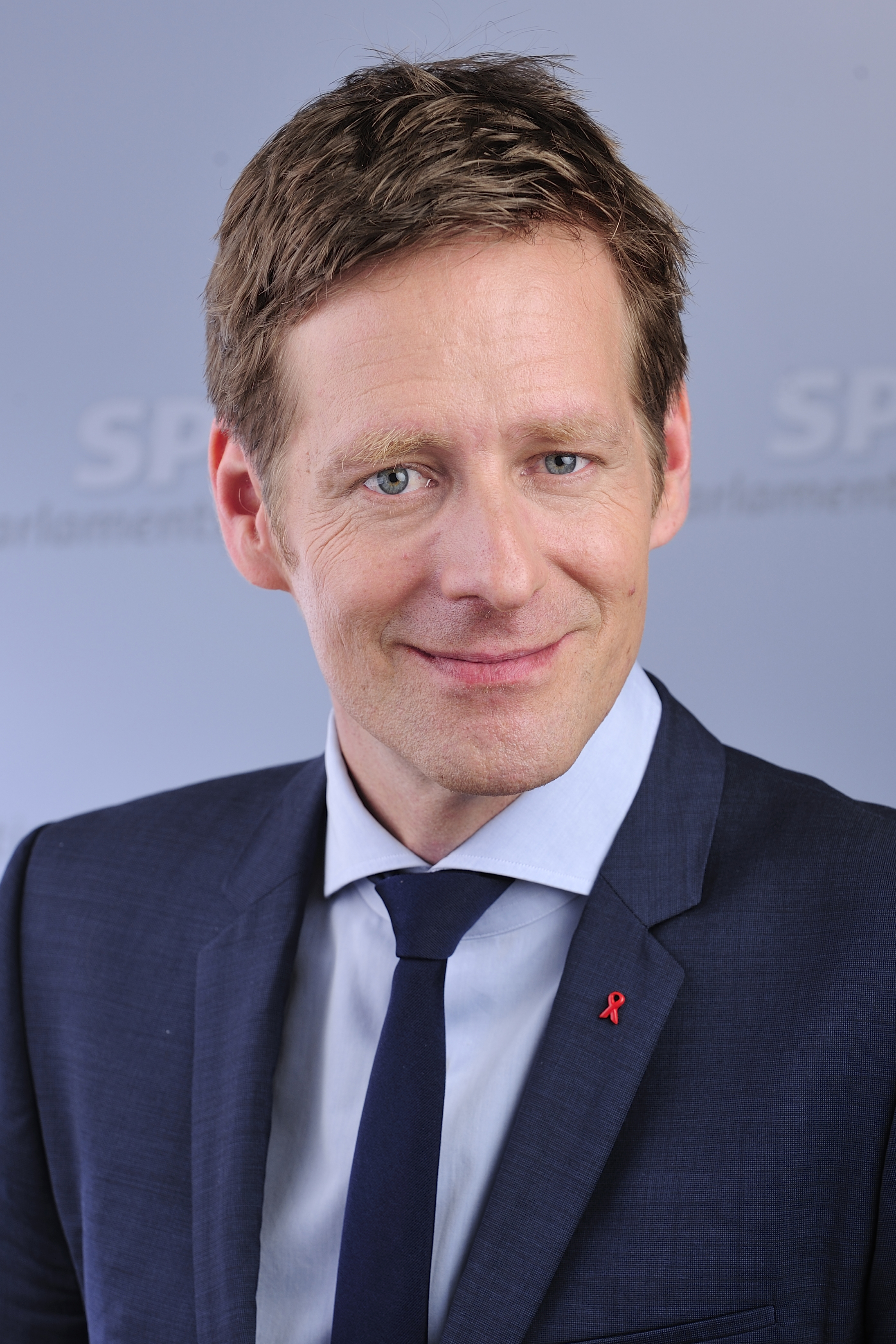
Kai Jan Krainer (2014)

Kai Jan Krainer (* 9. September 1968 in Wien) ist ein österreichischer Politiker (SPÖ). Von 1986 bis 2002 nahm Krainer verschiedene Funktionen in der Wiener Lokalpolitik wahr, seit Ende 2002 ist er als Abgeordneter zum Nationalrat in der Bundespolitik tätig.
Besondere Bekanntheit erlangte er 2020/21 als Fraktionsführer der SPÖ im Ibiza-Untersuchungsausschuss.

## Leben
Kai Jan Krainer begann seine Schullaufbahn 1974 an der englischen Volksschule in Wien, von der aus er 1975 in die Escondido Elementary School in Stanford (Kalifornien) wechselte. Abgesehen von einem Auslandsjahr an der Berkeley Alternative School in Berkeley (Kalifornien) 1980 war Krainer von 1978 bis 1986 Schüler eines Realgymnasiums in Wien. Nach seiner Matura trat er ein Studium der Wirtschaftsinformatik an der Universität Wien an, das er nicht abschloss. Von 1994 bis 1995 war er Zivildiener beim österreichischen Arbeiter-Samariter-Bund.
Von 1981 bis 1993 engagierte sich Krainer in der Sozialistischen Jugend Österreich (SJÖ) und der Aktion Kritischer Schülerinnen und Schüler (AKS). Krainer wurde 1986 zum Wiener Landeskoordinator der AKS bestellt, wechselte 1988 in die Funktion des Wiener Landessekretärs der SJ und wurde 1993 zum Bezirkssekretär der SPÖ Landstraße bestellt. Die Funktion nahm er bis 2002 wahr. Von 1994 bis ebenfalls 2002 war Krainer Landstraßer Bezirksrat, ab 1996 dabei außerdem der Landstraßer Radverkehrsbeauftrage und Vorsitzender der Landstraßer Bezirksentwicklungskommission sowie ab 2001 Vorsitzender des Finanzausschusses.
Seit dem 20. Dezember 2002 ist Krainer Abgeordneter zum österreichischen Nationalrat. Krainer legte seine Landstraßer Funktionen mit Eintritt in die Bundespolitik nieder. Neben seinem Nationalratsmandat nahm Krainer zunächst die Aufgaben des Integrationssprechers der SPÖ wahr. Am 1. Juli 2004 übernahm er von der aus dem Nationalrat ausscheidenden Ulli Sima die Funktion des Umweltsprechers.
Seit Jänner 2007 ist er Budget- und Finanzsprecher der SPÖ. Ebenfalls von Jänner 2007 bis Juli 2007 war er Fraktionsführer der SPÖ im parlamentarischen „Banken-Untersuchungsausschuss“. Krainer ist Mitarbeiter verschiedener Online-Medien. Unter anderem war er Mitbegründer der Online-Community Blackbox.
Während des Nationalratswahlkampfs 2017 erhielt Krainer von einem nicht preisgegebenen „Informanten“ den Steuerakt von KTM-Chef Stefan Pierer und veröffentlichte dessen Steuerdaten, da Pierer zuvor als Unterstützer und Großspender des Wahlgegners ÖVP aufgetreten war. Finanzminister Hans Jörg Schelling veranlasste daraufhin ein Ermittlungsverfahren wegen Verletzung des Amts- und Steuergeheimnisses.
Pierer warf Krainer „Silberstein-Methoden“ vor, „bei denen es nur darum geht, jemanden zu diskreditieren“.
Seit 2000 ist Krainer Vater eines Sohnes.

## Arbeit in Untersuchungsausschüssen
Krainer ist im Rahmen seiner parlamentarischen Arbeit regelmäßig Teil von Untersuchungsausschüssen. So war er von Jänner 2007 bis Oktober 2008 Mitglied des Untersuchungsausschusses Finanzmarktaufsicht, BAWAG, Hypo Alpe-Adria und weitere Finanzdienstleister, von März bis Oktober 2008 Mitglied des U-Ausschusses Amtsführung im Bundesministerium für Inneres und weiteren Bundesministerien und von Oktober 2011 bis Oktober 2013 Mitglied des Untersuchungsausschusses Klärung von Korruptionsvorwürfen.
Von Februar 2015 bis Oktober 2016 war er Fraktionsführer der SPÖ im parlamentarischen Hypo-Untersuchungsausschuss.
Im Frühjahr 2018 arbeitete Krainer gemeinsam mit Alma Zadić (damals Liste Pilz) und Stephanie Krisper (NEOS) den Antrag auf Einsetzung eines parlamentarischen Untersuchungsausschusses zur BVT-Affäre aus. Im daraufhin am 20. April 2018 konstituierten BVT-Untersuchungsausschuss war Kai Jan Krainer Fraktionsführer der SPÖ.
Ab Jänner 2020 war Krainer Fraktionsführer der SPÖ im Ibiza-Untersuchungsausschuss, der sich mit der „mutmaßlichen Käuflichkeit der türkis-blauen Bundesregierung“ (Bundesregierung Kurz I) beschäftigte.
Der U-Ausschuss nahm am 4. Juni 2020 seine Arbeit auf und schloss am 15. Juli 2021 seine Beweisaufnahme.
Im selben Jahr arbeitete Krainer gemeinsam mit Stephanie Krisper (NEOS) und Christian Hafenecker (FPÖ) das Verlangen auf Einsetzung eines Untersuchungsausschusses mit dem Titel "Klärung von Korruptionsvorwürfen gegen ÖVP-Regierungsmitglieder (ÖVP-Korruptions-Untersuchungsausschuss)" aus. Dieser Untersuchungsausschuss sollte sich zeitlich mit dem Zeitraum 18. Dezember 2017 bis 11. Oktober 2021, also genau jener Zeit, in welcher großteils Sebastian Kurz Bundeskanzler war, sowie mit der Phase des Machttransfers innerhalb der ÖVP von Reinhold Mitterlehner zu Sebastian Kurz auseinandersetzen.
Er wurde am 9. Dezember 2021 eingesetzt und am 27. April 2023 beendet. Krainer war in diesem U-Ausschuss Fraktionsführer seiner Partei.